# Satellite Award/Fernsehen/Beste Darstellerin in einer Miniserie oder einem Fernsehfilm
Mit dem Satellite Award Beste Darstellerin in einer Miniserie oder einem Fernsehfilm werden die Schauspielerinnen geehrt, die als Hauptdarstellerinnen herausragende Leistungen gezeigt haben.
| Statistik (bis einschließlich Satellite Awards 2024)       | |
| Am häufigsten honorierte Hauptdarstellerin (je zwei Siege) | Judy Davis für Life with Judy Garland: Me and My Shadows und A Little Thing Called Murder Kate Winslet für Mare of Easttown und Mildred Pierce Cate Blanchett für Mrs. America und Disclaimer |
| Am häufigsten nominierte Hauptdarstellerin                 | Helen Mirren (sechs Nominierungen, davon ein Sieg) |
| Am häufigsten nominierte Hauptdarstellerin ohne Sieg       | Jessica Lange (vier Nominierungen) |

Es werden immer jeweils die Darstellerinnen des Vorjahres ausgezeichnet.

## Nominierungen und Gewinner

### 1996–1999
| Jahr | Preisträger                  | für die Serie                              | Nominierungen |
| 1996 | Helen Mirren                 | Heißer Verdacht                            | Kirstie Alley für Frage nicht nach morgen Lolita Davidovich für Die Glut der Gewalt Laura Dern für Die Belagerung von Ruby Ridge Jena Malone für Zwischen den Welten              |
| 1997 | Jennifer Beals Alfre Woodard | The Twilight of the Golds Miss Evers’ Boys | Glenn Close für In der Abenddämmerung Greta Scacchi für Die Abenteuer des Odysseus Meryl Streep für ...First Do No Harm                                                           |
| 1998 | Angelina Jolie               | Gia – Preis der Schönheit                  | Olympia Dukakis für Mehr Stadtgeschichten Mia Farrow für Stille Helden Barbara Hershey für The Staircase: Tod auf der Treppe Jennifer Jason Leigh für Thanks of a Grateful Nation |
| 1999 | Linda Hamilton               | Courage – Der Mut einer Frau               | Kathy Bates für Annie – Weihnachten einer Waise Halle Berry für Rising Star Leelee Sobieski für Jeanne d’Arc – Die Frau des Jahrtausends Regina Taylor für Strange Justice        |

### 2000–2009
| Jahr | Preisträger      | für die Serie                             | Nominierungen |
| 2000 | Jill Hennessy    | Nürnberg – Im Namen der Menschlichkeit    | Jennifer Beals für A House Divided Holly Hunter für Zeit der Gerechtigkeit Gena Rowlands für The Color of Love: Jacey's Story Vanessa Redgrave für Women Love Women                                                                    |
| 2001 | Judy Davis       | Life with Judy Garland: Me and My Shadows | Laura Linney für Wild Iris Sissy Spacek für Hebamme Hannah Taylor-Gordon für Anne Frank Emma Thompson für Wit |
| 2002 | Vanessa Williams | Keep the Faith, Baby                      | Kathy Bates für Beim Leben meiner Schwester Stockard Channing für Die Matthew Shepard Story Marcia Gay Harden für King of Texas Vanessa Redgrave für Churchill – The Gathering Storm                                                   |
| 2003 | Meryl Streep     | Engel in America                          | Felicity Huffman für Out of Order Jessica Lange für Normal Helen Mirren für The Roman Spring of Mrs. Stone Mary Tyler Moore für Blessings Maggie Smith für Mein Haus in Umbrien                                                        |
| 2004 | Dianne Wiest     | The Blackwater Lightship                  | Clea DuVall für Helter Skelter Angela Lansbury für The Blackwater Lightship Helen Mirren für Heißer Verdacht Miranda Richardson für The Lost Prince                                                                                    |
| 2005 | Kristen Bell     | Kifferwahn                                | Natascha McElhone für Revelations – Die Offenbarung Geraldine McEwan für Miss Marple S. Epatha Merkerson für Lackawanna Blues Cynthia Nixon für Warm Springs Keri Russell für The Magic of Ordinary Days                               |
| 2006 | Judy Davis       | A Little Thing Called Murder              | Gillian Anderson für Bleak House Annette Bening für Mrs. Harris – Mord in besten Kreisen Helen Mirren für Elizabeth I Miranda Richardson für Gideon’s Daughter                                                                         |
| 2007 | Samantha Morton  | Die Moormörderin von Manchester           | Ellen Burstyn für Mitch Albom's For One More Day Queen Latifah für Life Support Debra Messing für The Starter Wife Sharon Small für Inspector Lynley Ruth Wilson für Jane Eyre                                                         |
| 2008 | Judi Dench       | Cranford                                  | Jacqueline Bisset für An Old Fashioned Thanksgiving Laura Linney für John Adams – Freiheit für Amerika Phylicia Rashad für A Raisin in the Sun Susan Sarandon für Bernard and Doris Julie Walters für Filth: The Mary Whitehouse Story |
| 2009 | Drew Barrymore   | Grey Gardens                              | Lauren Ambrose für Loving Leah Judy Davis für Diamonds Jessica Lange für Grey Gardens Janet McTeer für Into the Storm Sigourney Weaver für Prayers for Bobby                                                                           |

### 2010–2019
| Jahr | Preisträger       | für die Serie                        | Nominierungen |
| 2010 | Claire Danes      | Du gehst nicht allein                | Hope Davis für The Special Relationship Judi Dench für Cranford Naomie Harris für Small Island Ellie Kendrick für Das Tagebuch der Anne Frank Winona Ryder für When Love Is Not Enough: The Lois Wilson Story Ruth Wilson für Luther                                                                                          |
| 2011 | Kate Winslet      | Mildred Pierce                       | Taraji P. Henson für Taken from Me: Hölle für eine Mutter Diane Lane für Cinema Verite – Das wahre Leben Jean Marsh für Upstairs, Downstairs Elizabeth McGovern für Downton Abbey Rachel Weisz für Die Verschwörung – Verrat auf höchster Ebene                                                                               |
| 2012 | Julianne Moore    | Game Change – Der Sarah-Palin-Effekt | Gillian Anderson für Große Erwartungen Romola Garai für The Crimson Petal and the White Nicole Kidman für Hemingway & Gellhorn Sienna Miller für The Girl Sigourney Weaver für Political Animals |
| 2013 | Elisabeth Moss    | Top of the Lake                      | Helena Bonham Carter für Burton und Taylor Holliday Grainger für Bonnie & Clyde Rebecca Hall für Parade’s End – Der letzte Gentleman Jessica Lange für American Horror Story Melissa Leo für Nennt mich verrückt! (Call Me Crazy: A Five Film) Helen Mirren für Der Fall Phil Spector Sarah Paulson für American Horror Story |
| 2014 | Frances McDormand | Olive Kitteridge                     | Maggie Gyllenhaal für The Honourable Woman Sarah Lancashire für Happy Valley – In einer kleinen Stadt Cicely Tyson für The Trip to Bountiful Kristen Wiig für The Spoils of Babylon |
| 2015 | Sarah Hay         | Flesh and Bone                       | Samantha Bond für Home Fires Aunjanue Ellis für The Book of Negroes Claire Foy für Wölfe Queen Latifah für Bessie Cynthia Nixon für Stockholm, Pennsylvania |
| 2016 | Sarah Paulson     | American Crime Story                 | Lily James für Krieg und Frieden Melissa Leo für Der lange Weg Audra McDonald für Lady Day at Emerson’s Bar and Grill Emily Watson für The Dresser Kerry Washington für Auf Treu und Glauben |
| 2017 | Nicole Kidman     | Big Little Lies                      | Joanne Froggatt für Dark Angel Jessica Lange für Feud Elisabeth Moss für Top of the Lake: China Girl Michelle Pfeiffer für The Wizard of Lies – Das Lügengenie Susan Sarandon für Feud |
| 2018 | Amy Adams         | Sharp Objects                        | Laura Dern für The Tale – Die Erinnerung Dakota Fanning für The Alienist – Die Einkreisung Julia Roberts für Homecoming Emma Stone für Maniac |
| 2019 | Michelle Williams | Fosse/Verdon                         | India Eisley für I Am the Night Aunjanue Ellis für When They See Us Joey King für The Act Helen Mirren für Catherine the Great Niecy Nash für When They See Us |

### Ab 2020
| Jahr | Preisträger    | für die Serie                       | Nominierungen |
| 2020 | Cate Blanchett | Mrs. America                        | Shira Haas für Unorthodox Nicole Kidman für The Undoing Anya Taylor-Joy für Das Damengambit Letitia Wright für Small Axe Zendaya für Euphoria                                      |
| 2021 | Kate Winslet   | Mare of Easttown                    | Danielle Brooks für Robin Roberts Presents: Mahalia Jodie Comer für Help Cynthia Erivo für Genius Julianne Moore für Lisey’s Story Ruth Wilson für Oslo                            |
| 2022 | Lily James     | Pam & Tommy                         | Jessica Biel für Candy: Tod in Texas Toni Collette für The Staircase Elle Fanning für The Girl from Plainville Julia Roberts für Gaslit Renée Zellweger für The Thing About Pam    |
| 2023 | Rachel Weisz   | Dead Ringers – Die Unzertrennlichen | Kathryn Hahn für Tiny Beautiful Things Brie Larson für Eine Frage der Chemie Anna Maxwell Martin für A Spy Among Friends Juno Temple für Fargo Ali Wong für Beef                   |
| 2024 | Cate Blanchett | Disclaimer                          | Jodie Foster für True Detective: Night Country Jessica Gunning für Rentierbaby Nicole Kidman für Expats Cristin Milioti für The Penguin Naomi Watts für Feud: Capote vs. The Swans |